# Tlayuda

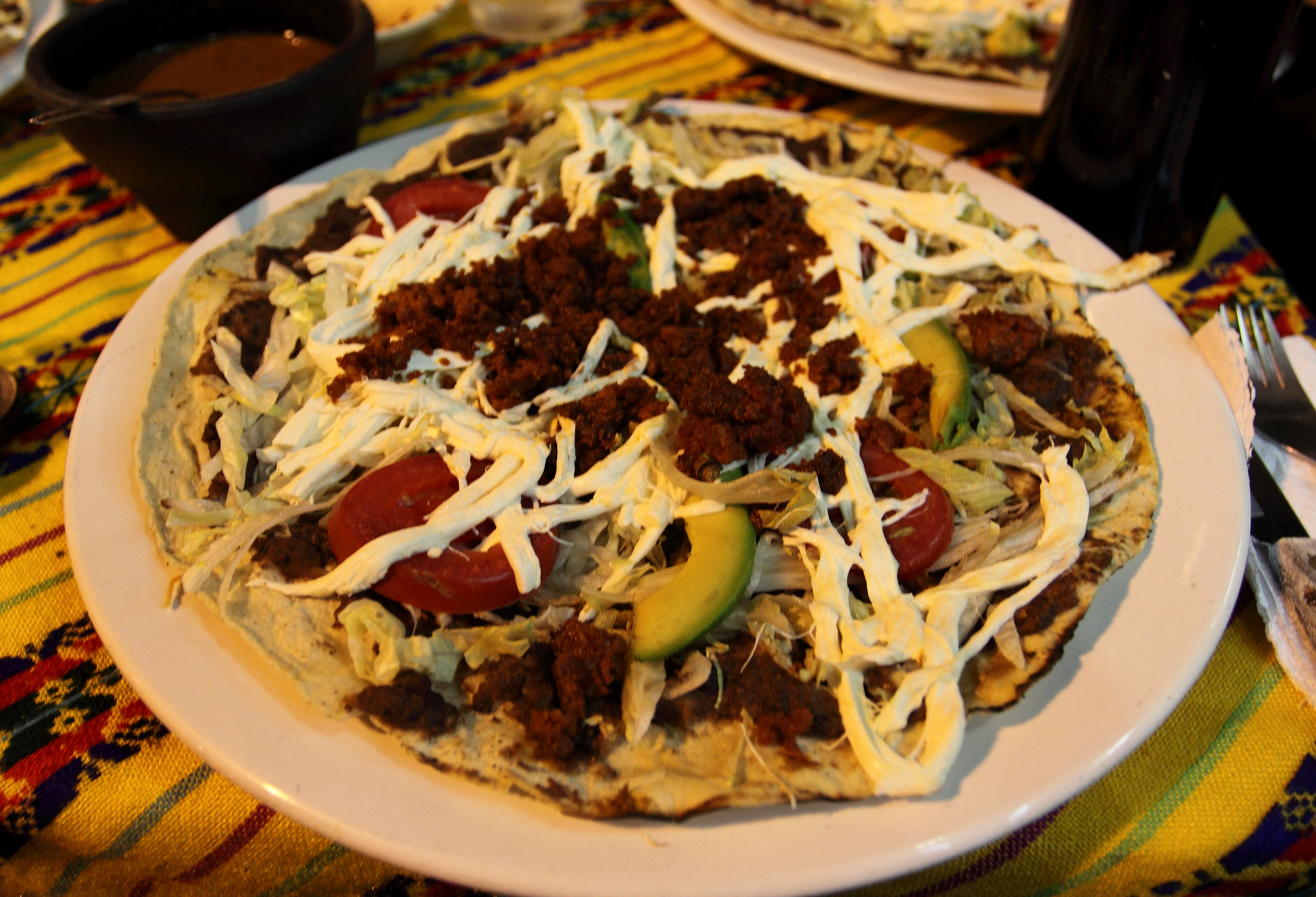
Tlayuda z kiełbasą chorizo

Tlayuda - danie kuchni meksykańskiej, typowe dla stanu Oaxaca. Duża (40 cm średnicy) i chrupka tortilla podpiekana na comalu. Podawana bywa zazwyczaj z fasolą, mięsem, warzywami i innymi dodatkami.